# Ḩambal
Ḩambal är en ort i Iran.   Den ligger i provinsen Khorasan, i den östra delen av landet, 800 km öster om huvudstaden Teheran. Ḩambal ligger 1 832 meter över havet och antalet invånare är 108.
Terrängen runt Ḩambal är kuperad söderut, men norrut är den platt. Runt Ḩambal är det glesbefolkat, med 12 invånare per kvadratkilometer. Närmaste större samhälle är Mozdāb, 16,0 km nordost om Ḩambal. Trakten runt Ḩambal är ofruktbar med lite eller ingen växtlighet.